# Thảm sát trường trung học Jokela

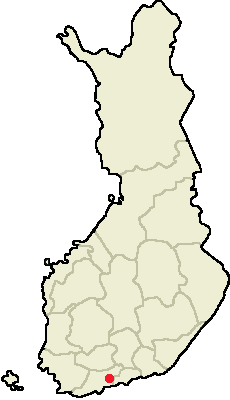
Bản đồ vùng Tuusula, Phần Lan

Tay súng Pekka-Eric Auvinen trong video clip đăng tải trên YouTube.

Thảm sát trường trung học Jokela là vụ thảm sát được cho là do Pekka-Eric Auvinen, bí danh là Sturmgeist89 gây ra lúc 11h44 ngày 7 tháng 11 năm 2007 tại Tuusula, gần thủ đô Helsinki của Phần Lan.
Hậu quả: 9 người chết và 10 người bị thương